# Centrale nucleare di Niederamt
La centrale nucleare di Niederamt (KKN) era una centrale nucleare proposta in Svizzera da situarsi nel Canton Soletta presso Däniken, Gretzenbach e Niedergösgen. Avrebbe dovuto sorgere a poca distanza dall'impianto di Gösgen, da cui sarebbe dipesa per le operazioni di normale funzionamento.
Era previsto che sarebbe stata fornita di una torre di refrigerazione di tipo ibrido, cioè con tiraggio artificiale e altezza ridotta; questo avrebbe implicato un consumo energetico (circa l'1% della produzione della centrale), ma avrebbe consentito di avere un impatto visivo molto inferiore, 60 m al posto dei 150 di una normale torre.

## Storia
In data 9 giugno 2008 la Kernkraftwerk Niederamt AG (KKN), una società di progetto di Atel Holding AG, oggi Alpiq Holding, ha presentato la domanda di autorizzazione di massima per la nuova centrale nucleare all'Ufficio federale dell'energia.
Questo è il primo passo della procedura di licenza per una nuova centrale nucleare in Svizzera. La domanda di autorizzazione di massima è costituita da sei documenti: il rapporto relativo alla sicurezza interna, il rapporto d'impatto ambientale, il rapporto relativo alla sicurezza per le influenze dall'esterno, la certificazione di smaltimento, la concezione per la disattivazione o fase di chiusura dell'impianto e il rapporto sulla conformità con la pianificazione del territorio.
L'autorizzazione di massima viene rilasciata dal Consiglio federale. Dopo le catastrofi naturali avvenute in Giappone, che hanno provocato gli incidenti ai reattori della centrale nucleare di Fukushima, il 14 marzo 2011 la Consigliera federale Doris Leuthard ha sospeso le procedure concernenti le domande di autorizzazione di massima per la sostituzione delle centrali nucleari esistenti. La sospensione, in un primo tempo considerata valida fino a alla conclusione dell'analisi delle cause dell'incidente verificatosi in Giappone e degli standard di sicurezza delle centrali nucleari svizzere, è invece diventata definitiva il 25 maggio 2011, quando il Consiglio Federale ha deciso il blocco della costruzione dei nuovi reattori pianificati.
A seguito della votazione popolare del 21 marzo 2017 la costruzione di nuove centrali nucleari in Svizzera è vietata e la società promotrice è stata messa in liquidazione.

## Informazioni relative al progetto
Non c'erano impianti specifici alla base della domanda di autorizzazione di massima presentata. Si parte da una centrale nucleare generica, a scelta fra le centrali nucleari oggi disponibili di terza generazione con reattori ad acqua leggera (reattori ad acqua pressurizzata o ad acqua bollente), senza definire già in questa fase un tipo e un produttore. I dati dettagliati sono rilevanti solo per la domanda di costruzione, che può essere presentata dopo aver ottenuto l'autorizzazione di massima.
Alla base della domanda presentabile ci sono due categorie di potenza: 1'100 megawatt e 1'600 megawatt.
Le dimensioni esatte, l'orientamento e il posizionamento dell'edificio del reattore, della sala macchine e della torre di raffreddamento all'interno dell'area del progetto non sono mai stati stabiliti. Come dimensione approssimativa per un edificio del reattore si parte da un'altezza di circa 75 metri. Le dimensioni della pianta sono pari a circa 130×180 metri.
Il raffreddamento sarebbe stato effettuato tramite una torre di raffreddamento ibrida priva di esalazioni e alta circa 60 metri. I costi di costruzione erano stimati da circa sei a otto miliardi di franchi svizzeri, ossia da quattro a sei miliardi di euro.